# Вода
Вижте пояснителната страница за други значения на Вода.
Водàта е химично съединение, което при стайна температура представлява прозрачна течност без мирис и цвят. Покрива около 71% от повърхността на планетата Земя и е съсредоточена главно в океаните и другите големи водни басейни – 97% е солена морска вода, 2,4% се съдържа в ледниците, а 0,6% в реките и езерата. Твърдото агрегатно състояние на водата се нарича лед, а газообразното – водна пара. Химичната ѝ формула е H2O. Поради естествения воден кръговрат, водата от океаните и моретата се изпарява в атмосферата и след това се връща на повърхността под формата на валежи.
Водата играе съществена роля за поддържане живота на Земята. В последните десетилетия поради всеобщото замърсяване, нарастват призивите за опазване на чистотата на водата. Въпреки подобряването и улесняването на достъпа до чиста питейна вода, някои учени предполагат, че до 2025 година повече от половината от населението в света ще бъде предразположено към заболявания поради недостига на вода – положение, станало известно като водна криза.
Водата играе важна роля в световната икономика благодарение на способността си да разтваря множество химични съединения, възможността да се използва като охладител в промишлеността и удобството, което предоставя като среда за транспорт. Около 70% от прясната вода намира приложение в земеделието. Друго важно приложение на водата е за производство на електроенергия, чрез водноелектрически централи ВЕЦ. Науката хидроенергетика се занимава с особеностите на строителството, свързани с производството на електроенергия от вода.

## Химични и физични свойства
Водата е химично съединение на два атома водород и един атом кислород, съединени с ковалентна химична връзка.
По-важните физични и химични свойства на водата са:
- Водата е течност без вкус и мирис при нормални температура и налягане. Освен в течно, може да се намира в твърдо (лед) и газообразно (па̀ра) агрегатно състояние. Има лек светлосин оттенък, макар че в малки количества изглежда безцветна. Ледът също се проявява като безцветен, а водната пара в малки количества е невидима.
- Водата е прозрачна. Благодарение на това слънчевите лъчи достигат водните растения, които се намират под нейната повърхност.
- Тъй като кислородът е по-електроотрицателен от водорода, водната молекула е полярна. Кислородът е леко електроотрицателен, докато водородът е леко електроположителен, което придава на водната молекула доста ефективен диполен момент.
- Точката на кипене на водата (и всички други течности) зависи пряко от атмосферното налягане. Температурата, при която водата кипва на морското равнище, е 100 °C. При по-ниско налягане обаче температурата на кипене спада. Така например на връх Еверест водата кипи при 68 °C.
- Водата има голямо повърхностно напрежение поради малката сила на привличане между молекулите (вж. Сила на Ван дер Ваалс). Благодарение на това водата заема формата на съда, в който се намира.
- Намирайки се в пори и капиляри, водата създава огромно налягане и с лекота се изкачва по стволовете на огромни дървета, преодолявайки силата на земното притегляне. В семената например при покълване нейното налягане достига до 400 атмосфери. Ето защо кълновете с лекота пробиват дори асфалт.
- Чистата дестилирана вода е добър изолатор. Но водата е и отличен разтворител и затова в природата в нея винаги има разтворени свободни йони (виж хидролитен разтвор), поради което тя провежда ток.
- Водата има висока температура и голяма специфична топлина на топене и кипене (единствено амонякът има по-висока специфична топлина на кипене) в сравнение с другите хидрати с подобна молекулна маса. В течно състояние има голяма топлоемкост и вискозитет. Тези качества на водата предотвратяват големите температурни вариации на много места по света.
- Водата е единственото вещество, което при замръзване се разширява. Това се обяснява с факта, че при замръзване водата преминава от молекулярно в кристално състояние и така образуваната кристална решетка има по-голям обем от този на молекулите при течната вода. Пример е снежинката, която при замръзване увеличава обема си.
- При замръзване разтвореният във водата въздух се отделя в малки балончета, поради което ледът не е прозрачен.
- Плътността на водата е най-голяма при 3,98 °C.
- За разлика от останалите вещества, които при нагряване се разширяват, при нагряване от 0 °С до 4 °С водата се свива. Поради това във водните басейни при понижаването на температурата под 4 °С, по-студената вода, имайки по-малка плътност, остава близо до повърхността и процесът на замръзване е от горе надолу. Тъй като ледът е по-добър изолатор от течната вода, под леда температурата остава положителна, което позволява съществуването на водните обитатели.
- Водата се разлага чрез хидролиза на водород и кислород.
- Водата е добър разтворител благодарение на полярността си. Когато йонно или полярно вещество се постави във вода, то бива заобиколено от водни молекули. Относително малкият размер на водните молекули обикновено позволява една молекула разтворено вещество да бъде обградена от голям брой водни молекули. Отчасти отрицателно заредените полярни краища на водната молекула се привличат с положително заредените части на разтвореното вещество и обратно, за положително заредените полярни краища.
- Съединения, които се разтварят във вода (соли, захари, киселини, алкали), се наричат хидрофили, а тези, които не се разтварят (различни масла, нефт) – хидрофоби.
- Основно йонни и полярни вещества, като алкохоли и сол, лесно се разтварят във вода, докато неполярни вещества, като мазнини и масла, не могат.
- Разтварящите свойства на водата са жизненоважни в биологията, защото много биохимични реакции, като тези в цитоплазмата и кръвта, се осъществяват единствено във водни разтвори.
- Елементи, които са по-електроположителни от водорода, като литий, натрий, калций, калий и цезий, изместват водорода от водата, образувайки хидроксиди. Тъй като водородът е взривоопасен газ при контакт с кислород, реакциите с много от тези елементи са взривоопасни.

## Видове вода
Водата е едно от малкото вещества, които се намират свободно в природата в три агрегатни състояния. Може да се среща под много и разнообразни форми – водна пара, облаци, ледници, айсберги, малки ручеи и други. Основно се разделя на сладка и солена. Хората и животните инстинктивно разпознават сладката вода от солената, която не е годна за употреба.
Наименование на водата според агрегатното състояние:
- твърдо – лед;
- течно – вода;
- газообразно – водни пари.

Наименование според състава:
- мека вода – вода с ниско минерално съдържание
- твърда вода – вода с високо съдържание на минерали, обикновено калциеви и магнезиеви
- дестилирана вода – пречистена вода с помощта на процеса дестилация
- хидрати – съединения, които съдържат вода
- тежка вода – вместо от лекия водород (протий) е изградена от изотопа му деутерий
- свръхтежка вода – вместо от протий е изградена от изотопа тритий
- мъртва вода – вода, в която няма живот – идея от приказки и легенди
- жива вода – вода, която съживява – идея от легенди и приказки
- светена вода – вода, осветена чрез религиозна церемония
- подземна вода – вода, която се намира под повърхността на Земята
- минерална вода – вода, която извира от дълбоко и обикновено има терапевтично действие

## Водата на планетата Земя

### Разпределение
- Хидрологията – наука за разпределението и движението на водата по Земята
- Хидрография – науката за описание на водата
- Хидрогеология – наука за описание на водата под повърхността на земята

Пространството, в което е разположена водата, се нарича хидросфера. Обемът, който заема, е около 1 360 000 000 km³. От него:
- 1 320 000 000 km³ (97,2%) е вода в океаните;
- 25 000 000 km³ (1,8%) – вода в ледници и айсберги;
- 13 000 000 km³ (0,9%) – вода от подпочвени води;
- 250 000 km³ (0,02%) – прясна вода в езера, реки и язовири;
- 13 000 km³ (0,001%) – водни пари в атмосферата.

Сладката вода и подпочвените води са основните водни ресурси на човечеството.

### Кръговрат на водата
Количеството на водата на планетата Земя е едно и също, но не и концентрацията ѝ в различните части на атмосферата и хидросферата, между тях има постоянен преход на вода, който се описва като кръговрат на водата.
Кръговратът на водата (известен още като хидрологичен цикъл) описва обмена на вода между атмосферата и различните части на хидросферата.
Целият цикъл се повтаря периодично и се описва със следните процеси:
- Изпарение от океаните, други водни басейни и растения във въздуха.
- Концентрация на водни пари и охлаждането им в облаците, последвано от изливането им върху земята под формата на дъждове.
- Оттичане от реките и другите водни басейни в океаните

### Престой на водата
Времето за престой на водата е средното време, което водната молекула прекарва в даден воден басейн. Това е мярка за средната възраст на водата в басейна. Подпочвените води могат да престоят хиляди години под земята, преди да я напуснат. За разлика от нея водата в почвата се изпарява сравнително бързо заради тънкия слой, в който се съдържа, и преминава в атмосферата, където се задържа сравнително кратко.
| Воден басейн            | Среден престой    |
| ----------------------- | ----------------- |
| Океани                  | 3200 години       |
| Ледници                 | 20 до 100 години  |
| Сезонни снежни покривки | 2 до 6 месеца     |
| Влага в почвата         | 1 до 2 месеца     |
| Плитки подпочвени води  | 100 до 200 години |
| Дълбоки подпочвени води | 10 000 години     |
| Езера                   | 50 до 100 години  |
| Реки                    | 2 до 6 месеца     |
| Атмосфера               | 9 дни             |

### Запаси от сладка вода
Сладката вода е едва около 2,5% от цялата вода в хидросферата, но голяма част от нея е съсредоточена в ледниците. Използва се в земеделието, индустрията и домакинствата.
Основната част от достъпната сладка вода е съсредоточена в езера, реки, язовири и подпочвени води. Голяма част от подпочвените води обаче не се използва.

## Водата във вселената
Открита е вода в междузвездни облаци в нашата галактика. Смята се, че същото може да е налице и в други галактики, защото водата е съединение от водород и кислород, които са сред най-разпространените елементи във вселената. Междузвездните облаци кондензират в мъглявини и слънчеви системи, подобни на нашата.
Открито е наличие на вода на:
- Меркурий – 3,4% в подобието на атмосфера и големи количества в екзосферата[5]
- Венера – 0,002% в атмосферата
- Земя – очертава атмосферата (променливо количество в зависимост от климатичните условия)
- Марс – 0,03% в атмосферата
- Юпитер – 0,0004% в атмосферата
- Европа (спътник на Юпитер) – под формата на лед
- Сатурн – само под формата на лед
- Енцелад (спътник на Сатурн) – 91% в атмосферата, под формата на йонизирани водни пари
- Луната

## Живот във водата
Водата на Земята е изпълнена с живот. Според теорията за еволюцията ранните форми на живот са се зародили в нея. Милиони години той бил разпространен единствено в древния Световен океан, преди да излязат на сушата първите животински и растителни видове. Почти всички риби живеят изцяло във водата, огромна част от безгръбначните животни също. Други животни като земноводните прекарват живота си както на суша, така и във вода. Много от тях могат да живеят продължително време без вода, но винаги начинът им на размножаване пряко зависи от наличието на вода. Много от сухоземните бозайници вторично са преминали към живот във водата. Те дават началото на морските бозайници, част от които изцяло живеят в нея. Подобно е положението и с много от птичите видове. Най-ярък пример за това са всички видове пингвини.
Съществуват и организми, които са важно звено в хранителната верига. Това е планктонът, благодарение на който биомасата на животинския свят в Световния океан и свързаните с него организми се увеличава многократно.
За осъществяването на естествената обмяна на веществата водните животни, подобно на сухоземните, се нуждаят от кислород. Той се намира в разтворено състояние във водата и това налага да бъде извличан от нея посредством специален дихателен орган, наречен хриле. Водните бозайници, като китовете, делфините, тюлените и видрите, притежават бял дроб. Той обаче не може да извлича разтворения във водата кислород и вдишването, което биха направили, би довело до тяхното удавяне. Поради тази причина те се нуждаят през определен период да излизат на повърхността, където да издишат и вдишат богат на кислород въздух.

## Влияние върху живите организми
В миналото основна причина, поради която различните народи са определяли къде да се заселят, е било наличието на водни ресурси или водни пътища. Месопотамия, която още е наричана люлка на цивилизациите, е била разположена между две големи реки – Тигър и Ефрат. Древните египтяни избрали поречието на река Нил и зависели изцяло от нея. Реките Яндзъ и Хуанхъ благоприятствали развитието на човешката цивилизация на изток.
Животинският свят около водните басейни е много по-населен, отколкото този в сухите места. Причината е, че там видовото разнообразие на растителността е по-голямо, съответно разнообразието от храни.
Много метрополиси, като Ротердам, Лондон, Хамбург, Монреал, Ню Йорк, Чикаго, Шанхай, Хонконг, Сингапур, Мумбай и много други, дължат своето развитие главно на факта, че са големи пристанища и съответно през тях минава голям оборот от товарни кораби. Световният океан е причина той винаги да бъде загадка за човека и да го подтиква към опознаване. Благодарение на него е станало възможно да възникнат и Великите географски открития.
На места като Северна Африка и Близкия изток, където водата е недостатъчна, достъпът до прясна вода за пиене е главен фактор в човешкото развитие.
Водните източници са и причина за възникването на редица неприятности от здравно естество. Това са благоприятни места за размножаването на редица видове насекоми, особено комари. Те представляват вектори на редица опасни за хората вирусни и паразитни заболявания. Един от най-пресните примери е развитието на епидемия от Западнонилска треска в Северна Америка.

### Значение на водата за човека
В човешкото тяло има около 70 – 75% вода. Понякога количеството може леко да се различава. Въпреки това се наблюдават следните зависимости:
- Бебетата и децата имат по-голямо процентно съдържание на вода от възрастните.
- Жените имат по-малко процентно съдържание на вода от мъжете.
- Хората с наднормено тегло имат по-малко процентно съдържание на вода от хората с нормално тегло.

Всички жизнени процеси в човешкото тяло са свързани с вода. Водата разтваря хранителните вещества, извежда отпадните продукти. Тя осигурява обмяната на веществата и е среда, в която протичат всички биохимични процеси.
Разпределение на вода в тялото:
- 10 – 12% от телесната вода се образува при окисляването на мазнините, въглехидратите и белтъците. Натрупването на водата в организма се осъществява главно в мускулите и кожата.
- Около 55% от водата, която се изразходва за водното равновесие на организма, се отделя с урината.
- 15 – 16% се отделя през белите дробове (като пара).
- 20% се отделя чрез потене през кожата.
- 5% се отделя с изпражненията

При високи температури чрез потните жлези се отделя повече вода през кожата, отколкото чрез бъбреците и червата.

### Пречистване на вода
Годната за пиене вода наричаме питейна вода; тази, която не може да се използва като питейна вода, може да се преработи чрез специални филтри или чрез дестилация. Дестилацията се прилага главно при вода за новородените, където болестотворните организми представляват сериозен проблем.
„Загряването на водата до 65 °C убива повечето бактерии, вируси и паразити. Този процес се нарича пастьоризация и както е известно се използва за обработката на млякото.“
Освен с дестилация и пастьоризация водата може да се пречисти и по други начини:
- Пречистване с престояване – водата се оставя да престои няколко часа в подходящ съд. По този начин се дехлорира и се отстраняват други нелетливи съставки, които остават в дъното на съда. Водата може да се изсипе в друг съд, без съдържанието в дъното на първия съд.
- Пречистване чрез заледяване – водата (може и престояла от предния метод) се поставя в хладилна камера и се държи, докато се получи първият слой лед. Той съдържа бързо замръзващите примеси, които са вредни, затова се изхвърля. Процедурата се повтаря, само че този път се изчаква замръзването до половината от обема ѝ. Тъй като се предполага, че вече бързо замръзващите примеси са премахнати, то в леда се съдържа чистата и безвредна вода. Останалото количество се изхвърля.
- Пречистване чрез филтри с обратна осмоза

#### Недостатъци при пречистването на водата
Филтрите с обратна осмоза отстраняват опасните бактерии, но и минералите, а те са нужни на организма. Същото важи и за дестилираната вода. Друг недостатък е, че поглъща от въздуха въглероден диоксид, което повишава киселинността ѝ. Д-р Ерик Гаухман от Германия счита, че преварената вода губи своята микроструктура и действа върху нашия организъм фактически като чуждо тяло, подбуждайки патологичното увеличение на червените и белите кръвни телца. В развитите страни около 90% от всичката използвана вода отива непречистена в местните реки и потоци.
Питейната вода, която се пречиства за битови нужди, все още се хлорира, но през последните години бе потвърдено, че хлорирането на водата може да доведе до нежелани последици, включително и рак. Друг възможен начин е озонирането, при което вместо хлор се използва озон.

### Влияние върху хората
Водата е основна част от човешкия организъм и значението ѝ за него е огромно. За да се намира в добро физическо състояние и ефективност, всеки индивид се нуждае от около 2 литра вода на ден. При висока температура или висока физическа дейност 2 литра могат да се окажат и недостатъчни за поддържане на нормална физическа активност за повече от няколко дни или седмици.
Трябва да се отбележи, че много публикации определят нуждата от минимум 2 литра вода на ден (известното правило за 8 чаши вода) като упорит, дълго време насаждан и повтарян мит, непочиващ на научна основа.
Водата, отделената при нормалните жизнени процеси (потене, уриниране, дишане) трябва да бъде възстановена, за да можете организмът да се намира в добро физическо състояние.
Прекалено студеният климат също може да е толкова сух, колкото и най-сухата пустиня. Причината се крие в това, че студеният въздух не може да поема много влага.
Вятърът също е определящ фактор за дневната нужда от вода. Сухият вятър може „изсмуче“ влагата от човешкото тяло направо през откритите участъци кожа. Действително останки от мумифицирани животни и дори хора се намират често в пустинните райони. Техните тела са напълно изсушени.

### Последиците от обезводняването
Водата участва във важни процеси в тялото, като дишане и преобразуване на храната в енергия, поради което приемането на по-малко вода от необходимото води до обезводняване.
При загуба на около 2,5% от теглото за сметка на вода организмът губи 25% от своята ефективност. За човек с тегло около 78 kg това са само малко повече от 2 литра. Колкото повече се обезводнява организмът, толкова кръвта му става по-гъста и губи обем. Това кара сърцето да работи по-натоварено и кръвообращението да бъде по-неефективно. При извънредни положения загубата на физически сили може да се отрази неблагоприятно на психиката и това да е гибелно.

### Периоди на преживяване без вода
Както вече беше споменато, различните атмосферни условия определят различна нужда от вода на организма. Здравословното състояние също е определящ фактор, както и храната която се приема. Много от храните, които съдържат в себе си голямо количество течности, като плодове и други растителни продукти могат да помогнат на човек да си набави необходимото количество вода. За разлика от тях месото, сухите и солени храни трябва да бъдат избягвани, тъй като се нуждаят от вода за преработването им, което от своя страна изисква вода.

### Възстановяване след обезводняване
При загуба на около 10% от теглото за сметка на вода човек може да се възстанови за кратко време. При ниски температури обаче загуба на 25% от теглото му може да бъде фатално. При високи температури дори 15% ще бъдат с фатални последици.

### Използване на вода при извънредни положения
Важността на водата определя нуждата и при походи, излети и подобни места, в които водата липсва или не е с добро качество. За тази цел са създадени пречистващи таблетки и полеви водни филтри.

### Любопитни факти около влиянието на водата върху хората
- Газираните напитки, кафето, чаят, въпреки че съдържат вода в големи количества, също съдържат и кофеин. Той може да действа като лек диуретик, който да попречи на водата да достигне до необходимите места в тялото.
- До времето, в което човек се почувства жаден, тялото му е загубило 1% от водните си запаси.
- Теглото, което човек губи след усилена физическа дейност, е от загубена вода, а не мазнини.
- Водата помага да се поддържа нормалното тегло на тялото. Тя спомага за регулиране на метаболизма и апетита. Затова при диети е добра идея да пиете вода от сигурен минерален извор, за да си подсигурите добри резултати.
- Пиенето на подходящи количества вода може да намали опасността от определени видове рак – рак на дебелото черво, рак на кръвта, както и рака на гърдата.
- Водата води до по-добро здраве, защото отмива отпадни вещества, бактерии и вируси. Неслучайно при вирусни заболявания се препоръчва да се пие повече вода.
- Водата може да ви предпази или намали главоболието. (При главоболие изпийте една чаша топла вода – това ще разшири кръвоносните ви съдове и ще помогне на кръвта да достига до мозъка.)

## Приложения на водата
В миналото хората са успели да впрегнат силата на течащата в реките вода чрез водното колело и да я превърнат в полезна енергия. Над 2000 години водното колело осигурява енергия, необходима за действието на много прости механизми. Те са изоставени през 19 век, когато хората насочват предпочитанията си към парната машина, за която използват въглища и дърва като гориво.
Днес обаче усъвършенстваните модели на водни колела са важен източник за получаване на електрическа енергия във водноелектрическите централи (ВЕЦ и ПАВЕЦ). За разлика от използваните в миналото начини за преобразуване на енергия, сега водата се събира в големи язовири – огромни резервоари, в които водата има голяма потенциална енергия. Когато водата се пусне да изтича, тя създава мощна струя, която задвижва турбини, а те въртят генератори, които от своя страна произвеждат електрическа енергия. Това обаче поражда неудобството, че такива съоръжения могат да се строят само на места, където има ресурси за това. За разлика от тях малките руслови ВЕЦ се изграждат в коритото на реката, произвеждайки електроенергия без да се нуждаят от предварително набавени водни обеми.
Предимствата на водата като източник на енергия е, че съответните електроцентрали са екологично чисти, а ресурсите за производство не се губят безвъзвратно.
Освен във водноелектрическите централи, водата се използва и в останалите видове електроцентрали. Горивото отделя енергия, която нагрява съд с вода, от който парата отива в турбина, която задвижва генератор и се преобразува в електричество.
Водата също може да се използва като среда за корабоплаване, което е най-евтиният начин за транспорт и основен за пренос на стоки на големи разстояния в миналото.

## Памет на водата
През 1988 списание Nature (Нейчър) публикува статия на Жак Бенвенист, в която той заявява, че е потвърдил опитно хипотезата за паметта на водата, предлагана от много хомеопати преди това. След издаването на статията се пораждат голям брой обществени спорове, след което опитите са повторени, този път неуспешно. Учените обясняват първоначалните успешни опити с липсата на експериментална честност в опитите на Бенвенист и напомнят за краткия живот на водородните връзки между молекулите на водата, които според Бенвенист са причината за паметта ѝ. За това си „откритие“ през 1998 г. Жак Бенвенист е удостоен с антинобелова награда, а лабораторията му е закрита от френския Национален център за научни изследвания (CNRS). Бенвенист обаче продължава с други публикации , в които обвинява противниците си в тенденциозност.
В началото на 21 век се предлага хипотезата, че краткият живот на водородните връзки не е нужно да оказва влияние на предполагаемата памет на водата, тъй като молекулите може да се групират в образувания, наречени клъстери, в които водородните връзки постоянно се разпадат и се образуват нови. Тази хипотеза предполага, че отделните връзки са нетрайни, но като цяло клъстерът може да продължи да съществува за доста по-дълъг период от време. Тази хипотеза обаче не е потвърдена с научни експерименти, а възможността по този начин да се осигурява паметта на водата, е отхвърлена.
Научни опити доказват, че след хомеопатично разреждане водата „губи памет“ за веществото, което е било разтворено в нея, за по-малко от 50 фемтосекунди (50 милиардни от милисекундата) Това не пречи на отделни нейни протагонисти да издават манипулативна литература, като „Посланията на водата“ на японския псевдоучен Масару Емото, чиято нелепост подкрепя твърденията за ненаучност и недоказаност на хипотезата за паметта на водата.
В края на 2008 година известният скептик Джеймс Ранди припомня, че е обявена награда от един милион долара за експеримент, показващ неестествени явления, включително такъв, който доказва съществуването на памет на водата.

## Други интересни факти около водата
- Студената вода съдържа по-малко микроби.
- При новородено водата е 80% от теглото му.
- Чистата вода има неутрално pH т.е. тя не е киселина, нито основа.
- САЩ използва близо 80% от водата си за напояване и водноелектрически мощности.
- 1 капка в секунда = 1200 литра вода за година.
- 1 пускане на миялната машина изразходва само 10 литра вода.
- Вземането на душ вместо вана спестява седмично вода, достатъчна за 1000 чаши кафе.
- 1/3 от изразходваната вода в домакинството отива в тоалетната.
- 25% от изразходваната енергия в домакинството отива за загряване на вода в кухнята и банята.
- За половин час градинската пръскачка изразходва толкова вода, колкото четиричленно семейство за ден.